# Pontasio

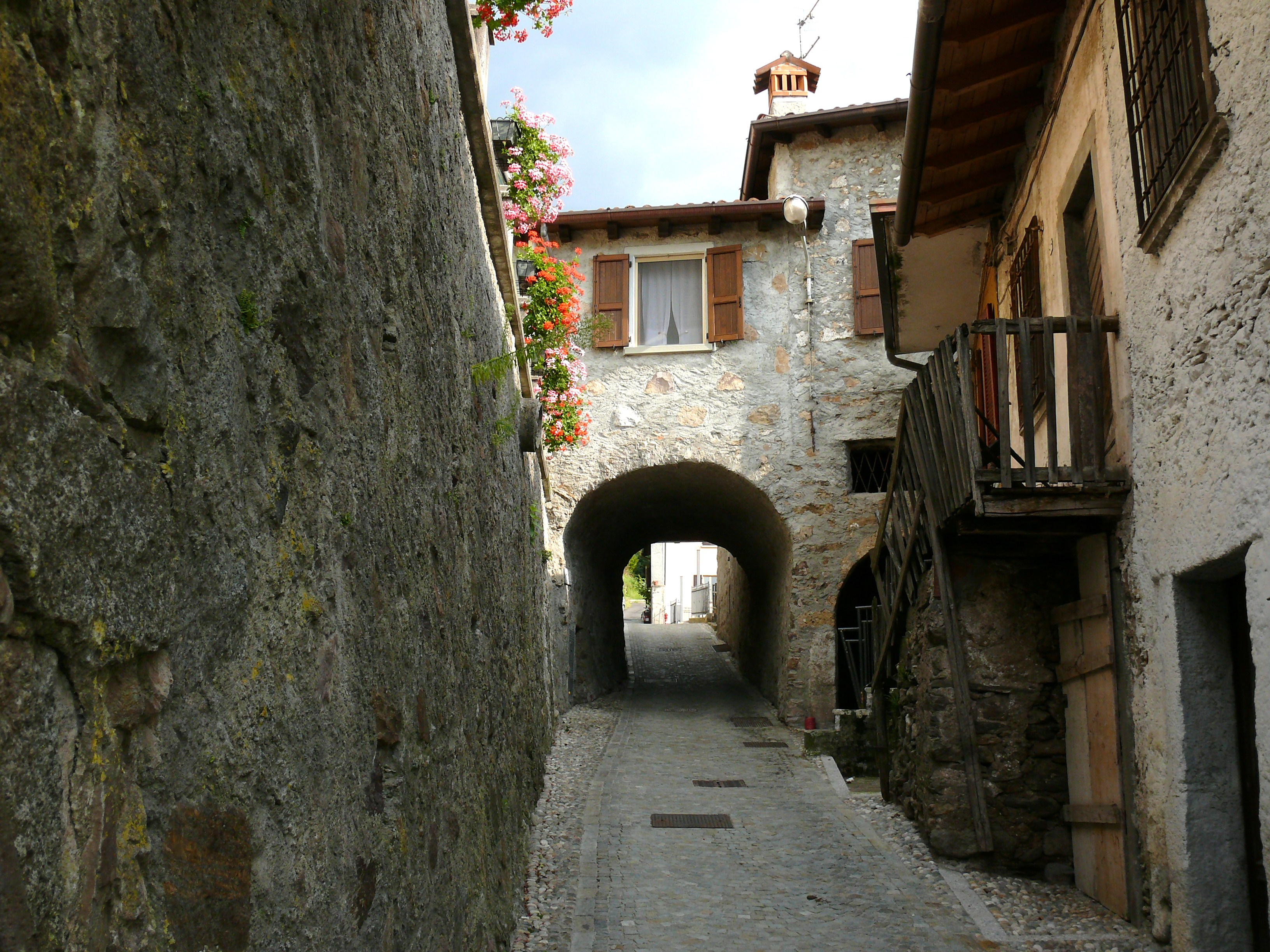

Pontasio è una frazione montana del comune di Pisogne, in bassa Val Camonica, provincia di Brescia. A 672 m s.l.m., ha circa un centinaio di abitanti.

## Storia
Nucleo di antica formazione, in passato la maggior parte della popolazione si dedicava all'agricoltura di montagna, all'estrazione di minerali e alla fusione del ferro.
L'origine dell'insediamento di Pontasio e delle altre frazioni montane di Pisogne si fa risalire all'epoca in cui si aprirono nella montagna decine di pertugi, alla ricerca di barite e siderite; "Pertus" è anche il toponimo di una cascina che sorge nelle vicinanze di una miniera, presso Pontasio. Le prime miniere, come la Quattr'ossi," si fanno risalire all'epoca romana; le ultime furono chiuse nel Secondo Dopo Guerra. Molti minatori, uomini fieri del duro lavoro che svolgevano, furono colpiti dalla silicosi e morirono in giovane età. Nella toponomastica della località San Carlo è testimoniato, secondo tradizione, il passaggio nel paesino di san Carlo Borromeo, durante la sua celebre visita pastorale in Valcamonica nel XVI sec. La parrocchiale è dedicata a San Vittore, identificato in un soldato romano convertito al cristianesimo, dopo essere stato un persecutore dei primi cristiani. Lungo il sentiero che dalla chiesa porta alla valle del Trobiolo, in località "Pe de l'aden", si possono incontrare rocce istoriate con incisioni rupestri di epoca moderna: croci, coppelle, ferri d'asino, interpretabili come segni di confine o come testimonianze di riti pagani; proseguendo si può ammirare la suggestiva cascata del "Sitol". Un animo romantico descriverebbe il paesino come un mucchio di case abbarbicate sulla roccia, strette in un abbraccio per non scivolare giù a valle...verso il lago... Circondato dai boschi, un tempo floridi castagneti su cui si fondava l'economia dei montanari assieme alla caccia, Pontasio gode di un panorama incantevole: da un lato il Gölem che mostra l'estremità conica della Punta Caravina"; dall'altro uno spicchio di lago che regala tramonti commoventi sullo sfondo di Lovere. Gli amanti della mountain bike o delle camminate possono percorrere la strada che da Pisogne porta a Pontasio e prosegue fino alla Val Palot, da dove ridiscendere verso il capoluogo lungo un percorso ad anello, godendo della vista del lago per gran parte del tragitto. Attualmente i residenti nella frazione, che dista sette chilometri dal comune, sono circa un centinaio; resistono contenti, per qualcuno anacronisticamente, ma non per loro... 
Nell'estate del 2022 è stato pubblicato "Il Pontaccio" di Milena Picinelli, romanzo liberamente ispirato a Pontasio, una visione epica e onirica dell'ultimo Eden. 

## Monumenti e luoghi d'interesse
- Chiesa di San Vittore Martire. Anticamente (IX - X secolo) vi era una piccola cappella. Nel 1702 vi era una chiesa con un unico altare. Dal 1963 è parrocchia.[5][6]
- Miniera Quattro Ossi. Antica miniera di siderite attiva fino agli anni '60.[7]